# Kamala (wrestler)
James Arthur Harris (28. května 1950 – 9. srpna 2020), známý pod přezdívkou Kamala, byl americký profesionální wrestler.
Ztvárňoval charakter obávaného a nebojácného Uganďana. Zápasil bosý, obličej měl pomalovaný válečnou barvou, na hrudi měl namalované dvě hvězdy a na břiše namalovaný měsíc. Při nástupu do ringu nosil africkou masku, v ruce držel kopí a štít. Nejznámější je jeho účinkování ve World Wrestling Federation (nyní WWE). V této společnosti působil v letech 1984 až 2006.

## Osobní život
Během života byl dvakrát ženatý. Svou první manželku Claru Freemanovou si vzal v roce 1974. Rozvedli se v roce 2005. Svou druhou manželku Emmer Jean Bradleyovou si vzal v roce 2006. Zůstali spolu až do Harrisovy smrti. Měl pět dcer a jednoho syna. V průběhu let žil v Senatobii ve státě Mississippi, kde vychovával i svou neteř. Následně se přestěhoval do Oxfordu.
V červenci 1993 byl odvolán z turné WWF po vystoupení v Oaklandu v Kalifornii, když byla zastřelena jeho nejmladší sestra a její nevlastní dcera. Vrah se později pokusil o sebevraždu. Po propuštění z WWF usiloval o jeho zatčení a odsouzení. Vrah byl odsouzen na doživotí a v roce 2013 zemřel. Harris dále pomáhal vychovávat svou pozůstalou neteř.
V roce 1993 složil více než sto písní. Z těchto písní vzešlo album The Best of Kamala Vol 1. Jedna z písní byla i o americkém zločinci Stanley Williamsovi.
V roce 2015 dokončil spolu s jedním ze svých manažerů Kennym Casanovou autobiografii, která mu měla pomoci kompenzovat náklady na léčbu. Kniha Kamala Speaks byla financována na Kickstarteru a vydána vlastním nákladem v prosinci 2014. Vypráví jeho životní příběh, wrestlingovou kariéru a o ztrátě obou nohou kvůli cukrovce.

## Zdravotní komplikace
V listopadu 2011 mu byla amputována levá noha pod kolenem kvůli komplikacím způsobeným vysokým krevním tlakem a cukrovkou. Tou trpěl od roku 1992 a kvůli ní musel odejít do důchodu, protože nepřijal léčbu dialýzou. V dubnu 2012 mu byla pod kolenem amputována i pravá noha a byla spuštěna kampaň, která sháněla dary na pokrytí jeho finančních potřeb. V roce 2014 uvedl, že je odkázán na invalidní důchod, prodává ručně vyráběné dřevěné židle a nedávno napsal knihu o svém životě.
V červenci 2016 byl součástí hromadné žaloby podané proti WWE, která tvrdila, že zápasníci během svého působení utrpěli poranění mozku a že jim společnost zatajila rizika zranění. Žalobu v září 2018 zamítl soud. Někteří odborníci se domnívají, že podíl na žalobě zamezil jeho uvedení do síně slávy WWE.
V listopadu 2017 podstoupil v nemocnici operaci, při níž mu byla vypuštěna tekutina z okolí srdce a plic. Kvůli komplikacím byl poté připojen na podporu životních funkcí. Jeho stav se zlepšil a byl propuštěn z nemocnice.

## Smrt
V srpnu 2020 byl během pandemie covidu-19 pozitivně testován a následně hospitalizován. Začaly se u něj objevovat komplikace cukrovky. Dne 9. srpna 2020 u něj došlo k zástavě srdce a později odpoledne ve věku 70 let zemřel.
Po jeho smrti se spustila internetová sbírka na jeho pohřeb. Mimo jiné přispěl i wrestler Chris Jericho.

## Úspěchy a ocenění
- Continental Wrestling Association
  - AWA Southern Heavyweight Championship (1x)
- Great Lakes Wrestling Association
  - GLWA Heavyweight Championship (1x)
- International Championship Wrestling
  - ICW Southern Tag Team Championship (1x)
- International Wrestling Association
  - IWA United States Heavyweight Championship (1x)
  - IWA Tag Team Championship (1x)
- Memphis Wrestling Hall of Fame
  - Class of 2022
- NWA Mississippi
  - NWA Mississippi Heavyweight Championship (1x)
- NWA Tri-State
  - NWA United States Tag Team Championship (1x)
- Pro Wrestling Illustrated
  - PWI ranked him #144 of the 500 best singles wrestlers of the "PWI Years" in 2003.
- Southeastern Championship Wrestling
  - NWA Southeastern Heavyweight Championship (1x)
- Southeastern Xtreme Wrestling
  - SXW Hardcore Championship (1x)
- Texas Wrestling Hall of Fame
  - (2012)
- United States Wrestling Association
  - USWA Unified World Heavyweight Championship (4x)
- World Xtreme Wrestling
  - Hall of Fame (2013)